# Tanga (numismàtica)
La tanga o tanka fou una moneda de plata encunyada a Lahore per Mahmud de Gazni, que després va esdevenir nom específic de moneda de plata i or sota Iltutmix (1210-1236). Van desaparèixer després de més d'un segle fins que en temps de Shir Shah Suri (1538-1545) es va tornar a posar en servei la tanga de plata, però amb el nom de rupia. Akbar va donar el nom de tanga a una peça de coure. Fou també una moneda de plata de timúrides, kara koyunlu, ak koyunlu, shibànides i altres dinasties menors a Pèrsia i Àsia central.